# Lee (De Lier)

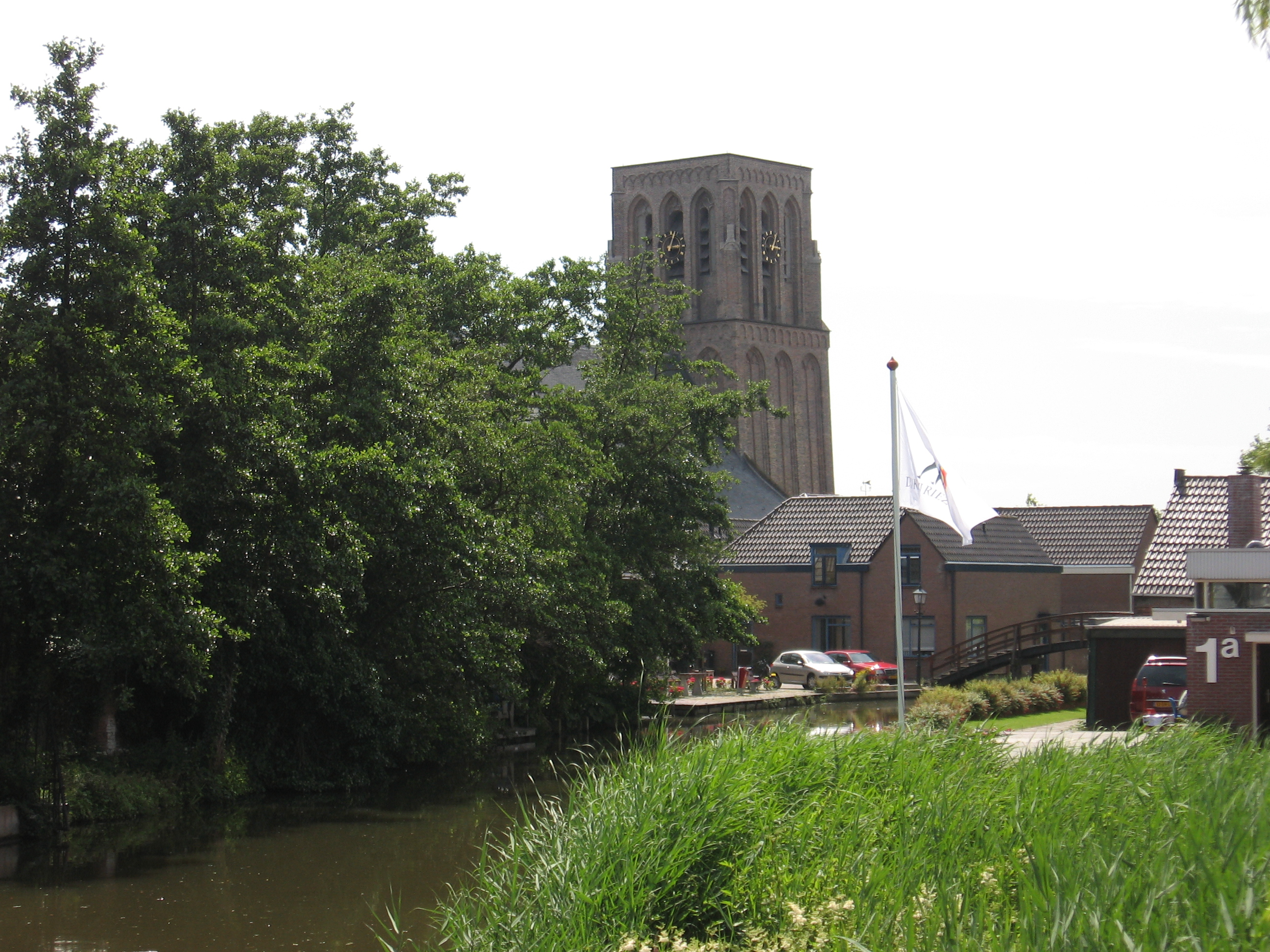
Domtoren van De Lier en de Lee

De Lee of Lierwatering (vroeger Lier of Liora, wat 'de heldere' betekent) is een riviertje in het Zuid-Hollandse Westland en stroomt door het centrum van De Lier, dat zijn naam eraan ontleent.
Voordat de Lee was bedijkt was het een getijdengeul en stond het in directe verbinding met de Maas. Als het vloed werd stroomde de geul vol en overstroomde het omliggende land, en met eb daalde het water. 
Na de overstroming van 1134 werd een eerste dijk aangelegd aan de zuidzijde van de Lee, als onderdeel van de ontginningen van het landschap. Deze dijk volgde de huidige Oude Campsweg en Burgerdijkseweg en eindigde bij het Kraaiennest, waarschijnlijk omdat daar het land hoog genoeg was. Deze dijk was onderdeel van de rivierdijk die langs de Maas liep richting Vlaardingen en langs de Schie, de Maasdijk. De dijk was voor december 1163 afgerond omdat tijdens de stormvloed van dat jaar, de Sint-Thomasvloed alleen klei is achtergelaten aan de voorzijde van de dijk. Hierna is de Lee verder bedijkt. Aan de noordkant liep de dijk vanaf de Hoogwerf in Naaldwijk via de huidige Monnikenlaan, Kanaalweg en Noord-Lierweg. In het zuiden liep de nieuwe dijk vanaf de Burgerdijkseweg over de Hoogweg, Hoofdstraat, Lierweg en Oostbuurtseweg. Bij de Lierhand werden de lengtedijken aan de noord- en zuidzijde met elkaar verbonden. Voor 1190 werd meer stroomafwaarts nog een dwarsdijk aangelegd die over de Hoefweg en Leeweg liep.
Het westelijke deel van de Lee heet Breelee of Bree Lee. In zuidoostelijke richting gaat de Lee over op de Zijde. Het gedeelte waar de Lee vertakt richting het noorden en aansluit op de Zweth heet de Blakervaart. Dit is gegraven om de afwatering richting het Gemaal Westland te verbeteren. Dat was nodig toen ten behoeve van veiling Westerlee, de Kulk, dat het Leewater met het Zwethkanaal verbond, in 1965 werd gedempt. In Schipluiden is de Zijde met de Gaag en Vlaardingervaart verbonden. De provinciale weg 223 gaat met een brug over de Lee.

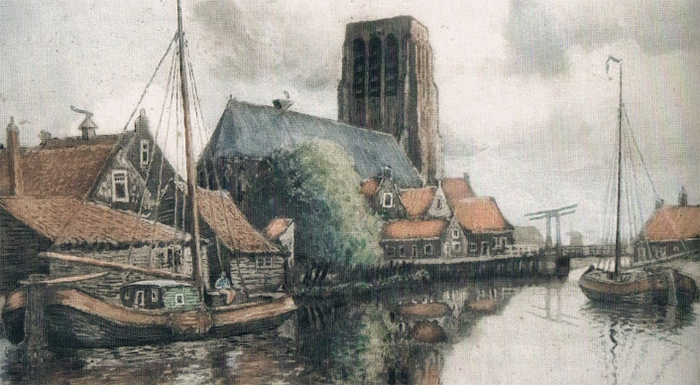
Gezicht op De Lier, aquarel van Anton van Teijn, ca. 1880. Te zien is de Lierse domkerk, een ophaalbrug en in de verte, achter de brug, de Hoefpoldermolen.